# Dobrnice
Dobrnice (německy Dobernitz) je malá vesnice, část obce Leština u Světlé v okrese Havlíčkův Brod. Nachází se asi 1,5 km západně od Leštiny u Světlé. V roce 2009 zde bylo evidováno 38 adres. V roce 2001 zde trvale žilo 83 obyvatel.
Dobrnice je také název katastrálního území o rozloze 8 km2.

## Historie
První písemná zmínka o obci pochází z roku 1352. V roce 1927 zde žilo 219 obyvatel.

## Přírodní poměry
V západní části katastrálního území leží přírodní rezervace Velká a Malá olšina. Do jihozápadní části území také zasahuje přírodní rezervace Hroznětínská louka a olšina.

## Školství
- Mateřská škola a Základní škola Dobrnice. V roce 2020 v celostátní jazykové soutěži Jarní Woca Bee šampionát zvítězili žáci 4. třídy této školy v konkurenci 25 000 žáků z celé České republiky.[8]

## Sklárna
Nedaleko Chlumu byla provozována skelná huť Neu Chrámboř (Nový Chraňbože), která nahradila starší huť Alt Chrámboř. V roce 1782 je zde uváděn jako skelmistr Kopp. V letech 1788–1794 je zde pak skelmistr Josef Čapek. V roce 1794 si sklárnu najal František Seewald, který měl před tím pronajatu huť v Beneticích. Seewald huť provozoval až do své smrti v roce 1806. Před tím ještě roku 1800 zřídil huť u Sokolovce na libickém panství. Obě huti po jeho smrti vedla krátce jeho manželka jako vdova a dědička (huť u Sokolovce do roku 1808 a huť Chraňbožskou do roku 1809).
V březnu 1831 koupil Josef Eisner von Eisenstein vrbické panství i s hutí chraňbožskou. Josef Eisner do té doby provozoval huť ve Slavětíně. Na huti měl sice vlastního skelmistra, ale přesto žádal sám v roce 1835 pro huť o Landesfabriksbefungnis, které mu bylo ještě téhož roku guberniem uděleno. Huti se zde dařilo. Zaměstnávala na 150 lidí s roční výrobou 1 225  000 skel v hodnotě 40 000 zlatých. Sklo, které se zde i zušlechťovalo, se dodávalo do Holandska, Hamburku a Ameriky. Po úmrtí Josefa Eisnera von Eisenstein zdědila panství i s hutí jeho dcera provdaná z Rittersteinů, za níž byla huť v roce 1871 zrušena.

## Pamětihodnosti
- Raně barokní jednolodní kostel Všech svatých[9] z konce 17. století uprostřed hřbitova, kde je pochován herec Pavel Landovský.[10][11]

## Fotogalerie

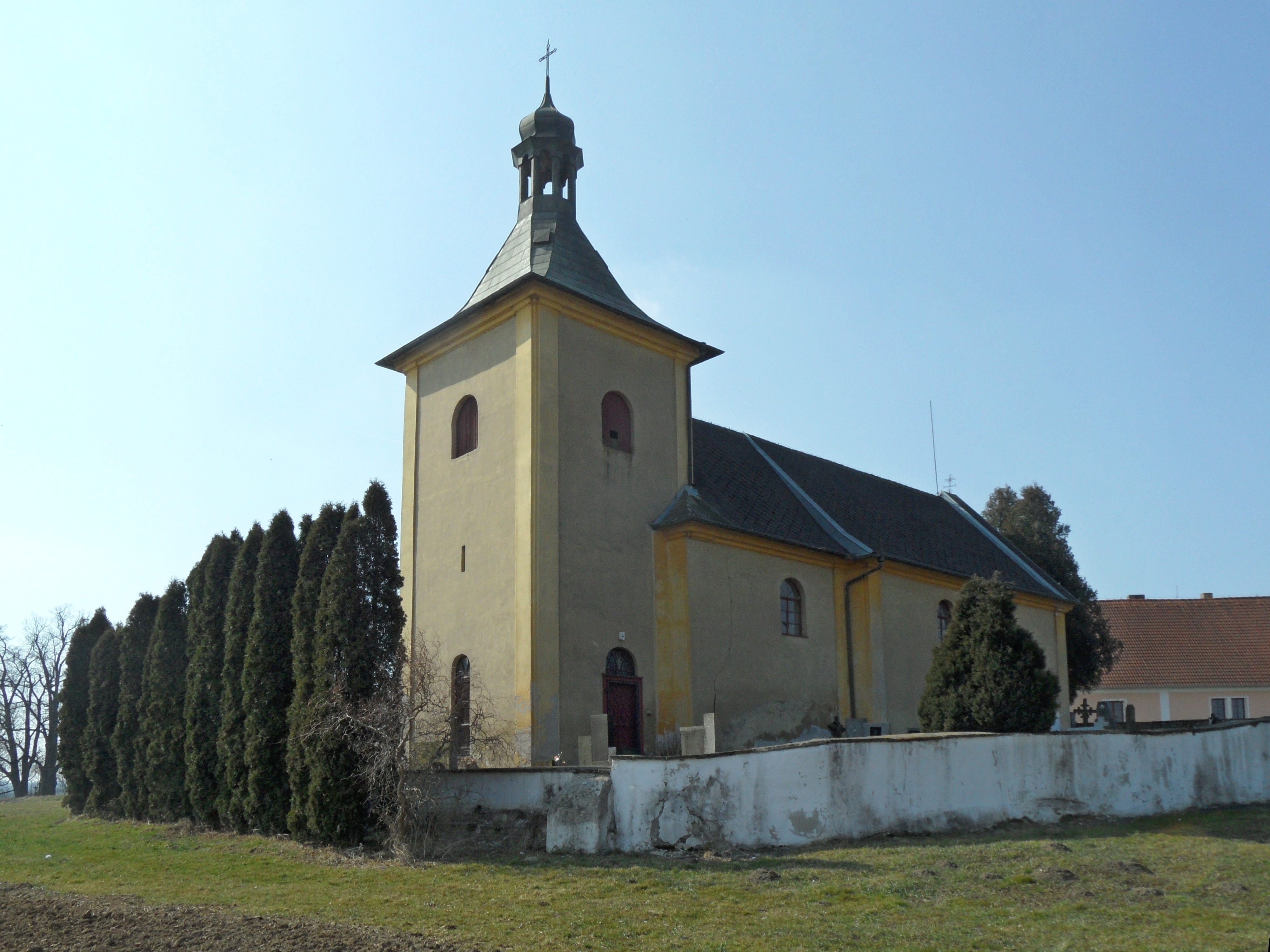
Kostel od východu
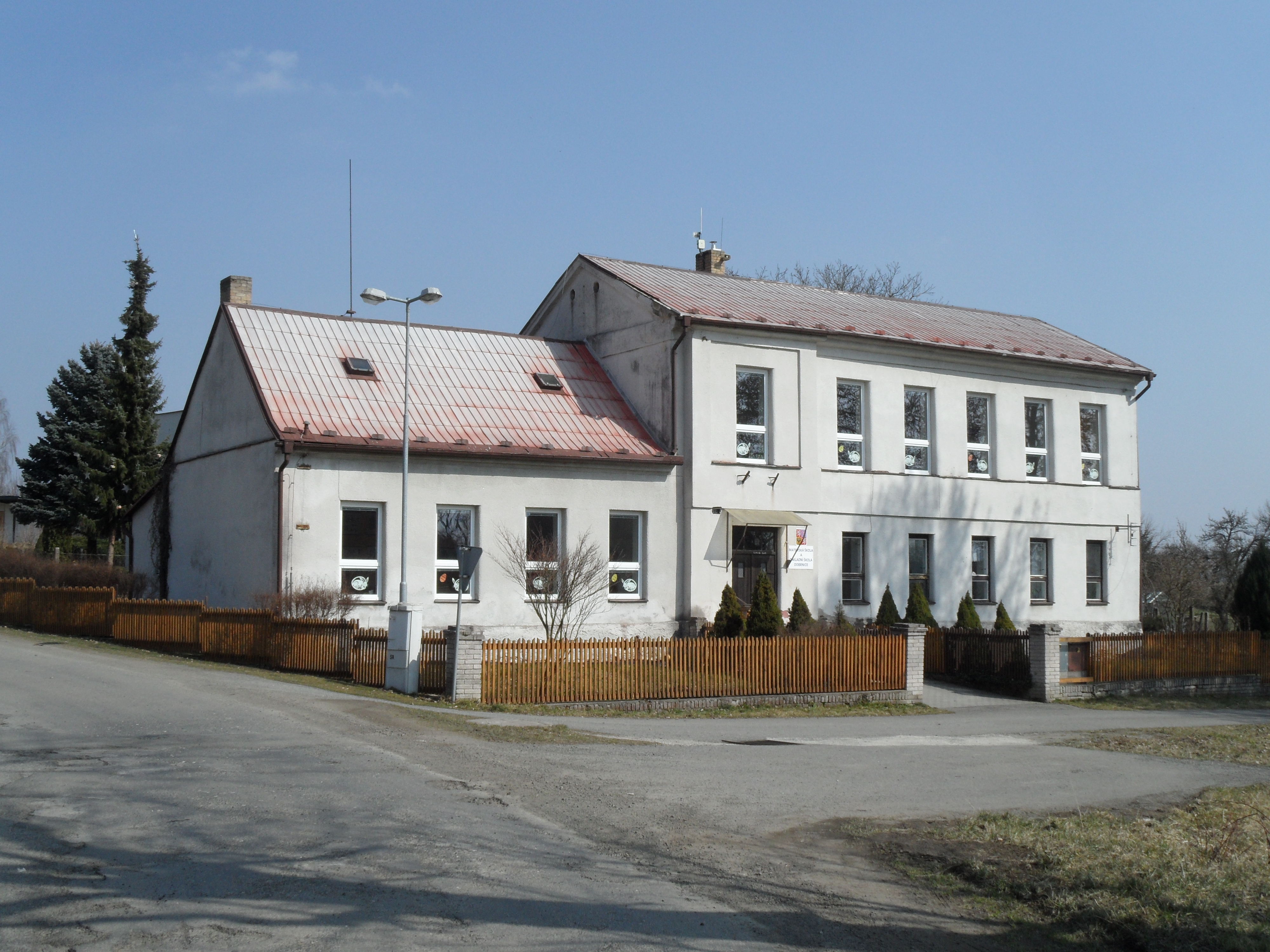
Mateřská a základní škola
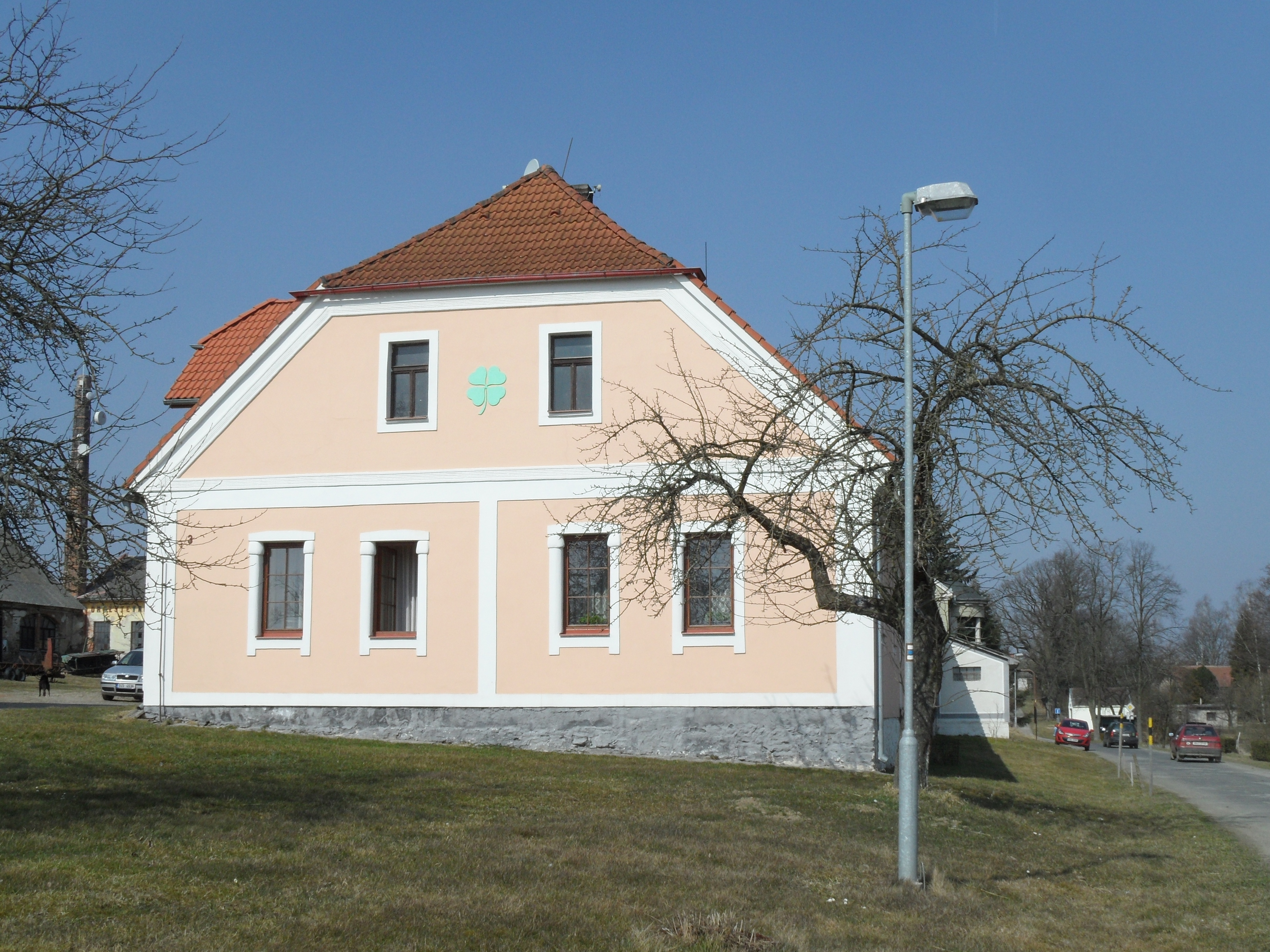
Stavení se čtyřlístkem
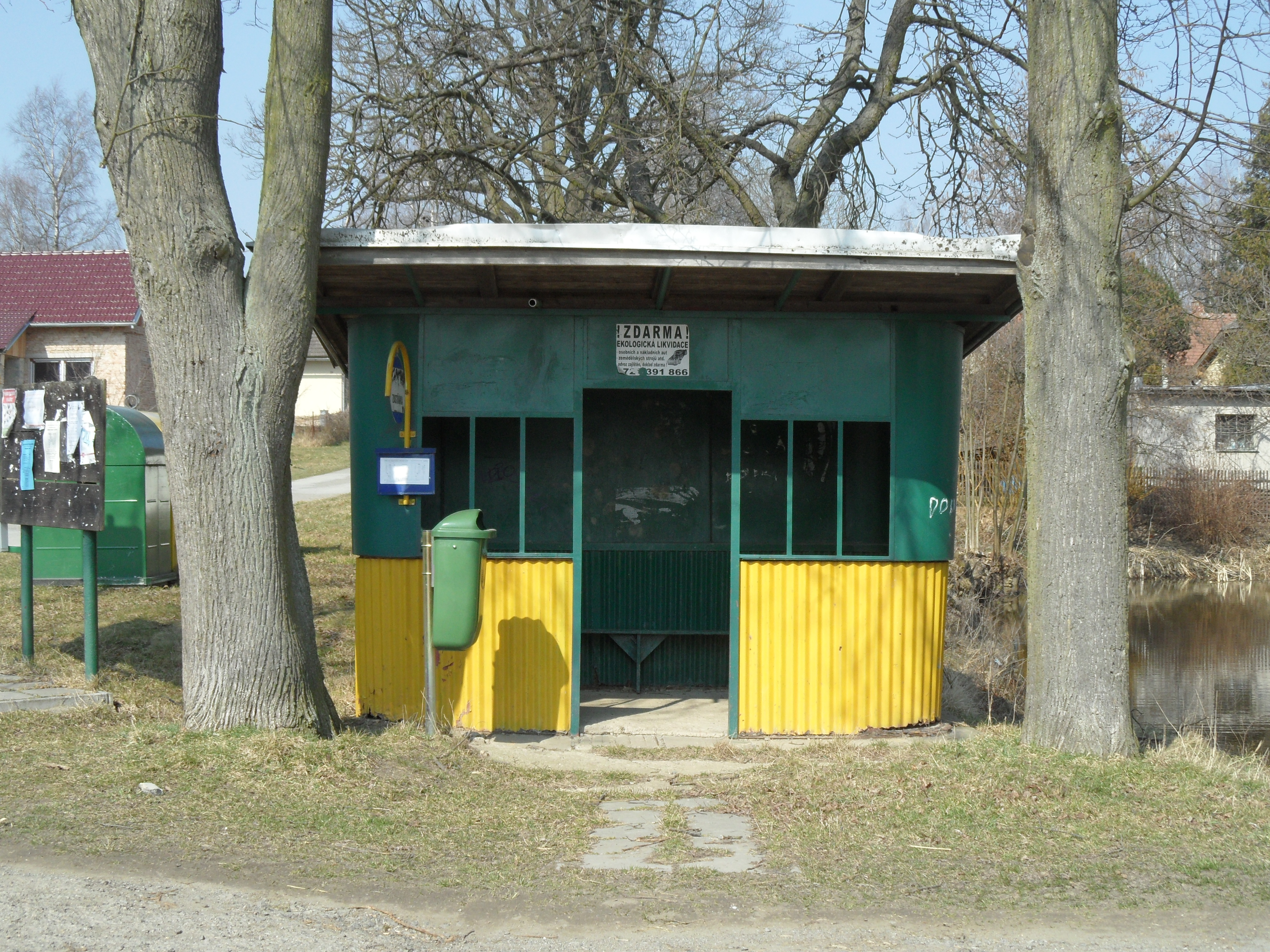
Autobusová zastávka
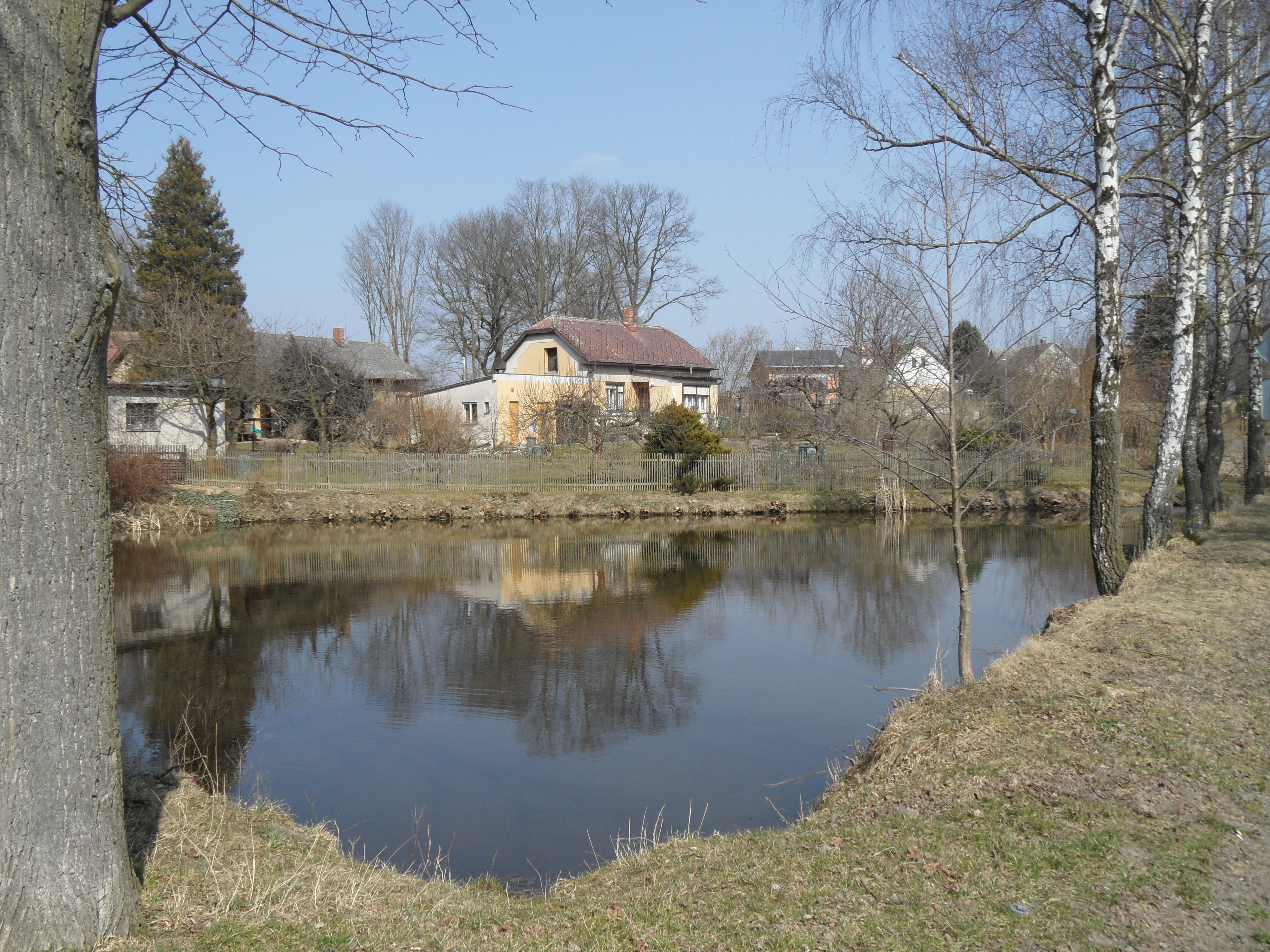
Rybníček v centru
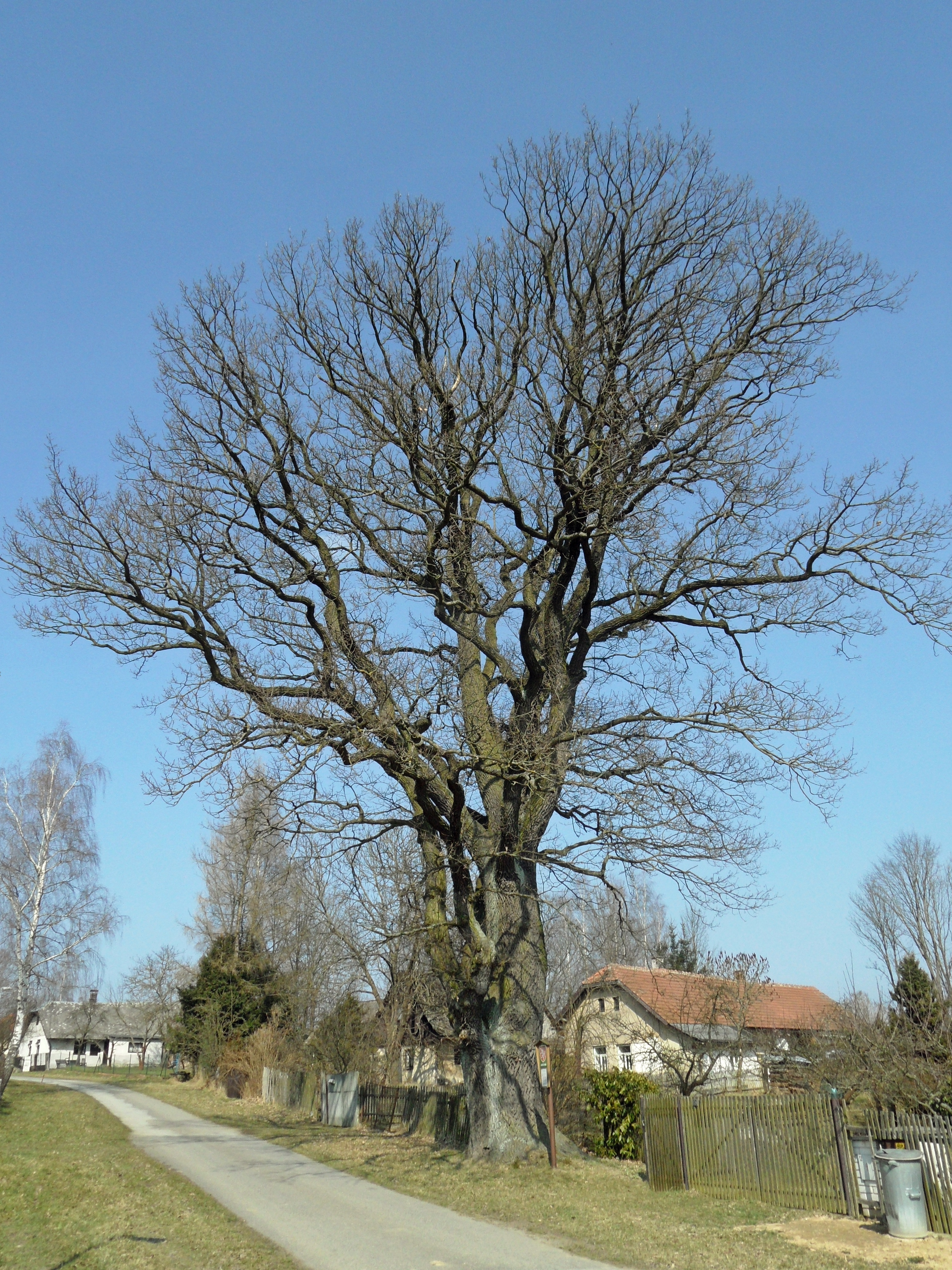
Památný strom: dub letní